# Louis d'Anhalt-Köthen
Louis d'Anhalt-Köthen (17 juin 1579, Dessau – 7 janvier 1650, Köthen) est prince d'Anhalt de 1586 à 1603, puis prince d'Anhalt-Köthen jusqu'à sa mort.
Il est le septième et dernier fils du prince Joachim-Ernest d'Anhalt, le cinquième par sa deuxième femme Éléonore de Wurtemberg. Il succède à son père à la tête de la principauté d'Anhalt conjointement avec ses six frères en 1586.
Son Grand Tour le conduit dans toute l'Europe et notamment en Italie, où il devient membre de l'Accademia della Crusca. De retour dans ses États, il fonde en 1617 la Société des fructifiants sur le modèle de l'Accademia.
En 1603, les cinq fils survivants de Joachim-Ernest se partagent l'Anhalt. Louis obtient Köthen et sa région.

## Descendance
Le 31 octobre 1606, Louis épouse Amoena-Amélie (19 mars 1586 – 8 septembre 1625), fille du comte Arnold III de Bentheim-Steinfurt-Tecklembourg-Limbourg (en). Ils ont deux enfants :
- Louis (19 october 1607 – 15 mars 1624) ;
- Louise-Amoena (28 novembre 1609 – 26 mars 1625).

Veuf, Louis se remarie le 12 septembre 1626 avec Sophie (16 août 1599 – 19 mars 1654), fille du comte Simon VI de Lippe. Ils ont deux enfants :
- Amélie-Louise (29 juillet 1634 – 3 octobre 1635) ;
- Guillaume-Louis (3 août 1638 – 13 avril 1665), prince d'Anhalt-Köthen.